# شادباد عليا
شادباد عليا هي قرية في مقاطعة تبريز، إيران. عدد سكان هذه القرية هو 1,884 في سنة 2006.